# Borsalino

Logo

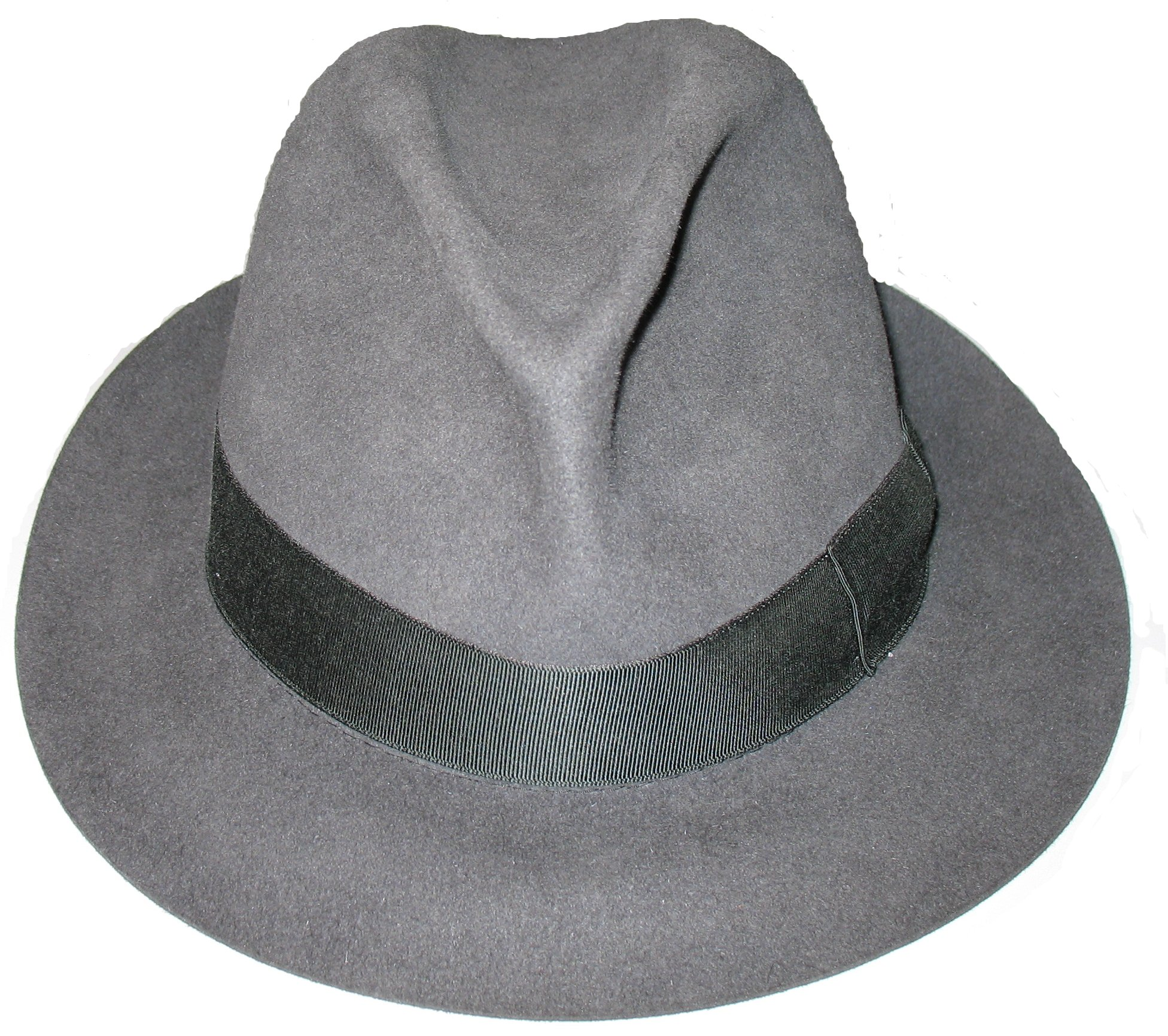
Fedora von Borsalino

Borsalino ist der Name und die Marke eines Herstellers eleganter Herrenhüte, der insbesondere für seine Fedoras bekannt ist.
Die Filzhüte der Firma Borsalino werden aus Kaninchen- oder Biberhaar, aber auch aus exklusivem Vikunja, Guanako oder Cervelt gefertigt, früher wurde auch das Haar des Nutrias („Sumpfbiber“) verwendet. Borsalinos sind sehr leicht und wasserabweisend.

## Geschichte

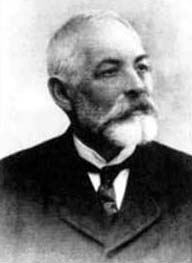
Giuseppe Borsalino

Gegründet wurde das Unternehmen in Alessandria, Piemont, Italien, wo Giuseppe Borsalino (1834–1900) nach Lehrjahren in Paris im Jahre 1857 eine Hutmacherwerkstatt übernahm. Bei seinem Tod im Jahr 1900 war die Stadt von der Hutmacherei geprägt, rund 1000 Mitarbeiter stellten 750.000 Hüte im Jahr her.
Das erste Modell hatte den Namen Virgilio Dorsè und wurde zum 150-jährigen Firmenjubiläum in einer limitierten Stückzahl von 1857 Stück neu aufgelegt. Die Produktion liegt gegenwärtig bei etwa 150.000 Hüten im Jahr, davon wird etwa die Hälfte im Stammsitz der Firma in Alessandria gefertigt.
2015 wurde bekannt, dass die Firma in finanzielle Schwierigkeiten geraten war. Im Dezember 2017 ging das Unternehmen schließlich in die Insolvenz, nachdem ein Sanierungsversuch aus dem Vorjahr gescheitert war.
Haeres Equita, ein Schweizer Fonds der das Unternehmen 2018 übernommen hat, bestätigte sein Engagement, die Produktion, den Vertrieb und die Förderung künftiger Kollektionen fortzusetzen, alle Arbeitsplätze zu erhalten und den Produktionsstandort in Alessandria (Piemont) zu erhalten.

## Die Marke
Zu den prominenten Trägern eines Fedoras von Borsalino gehörten Winston Churchill, Theodore Roosevelt oder der berüchtigte Verbrecher Al Capone. Besondere Popularität erfuhr die Marke Borsalino Mitte des 20. Jahrhunderts durch Film und Fernsehen. Bekannte Schauspieler wie Harrison Ford, Alain Delon, Robert Redford oder Marlon Brando machten den Hut zu ihrem Markenzeichen. Humphrey Bogart trug einen Borsalino in der Abschiedsszene des Filmklassikers Casablanca, Alain Delon in dem Film Borsalino (1970), Michael Jackson in dem Video zu Billie Jean, oder Christian Kohlund in der Krimireihe Der Zürich-Krimi.
Laut der Jüdischen Allgemeinen tragen die Lubawitscher vorzugsweise schwarze Fedoras von Borsalino. Hintergrund ist vermutlich, dass man durch Tragen eines normalen Hutes einen leichteren Zugang zu denjenigen Juden habe, die sich von der jüdischen Lebensform entfernt hatten.

## Belege
1. ↑  Cervelt. Cervelt.com. Abgerufen am 16. April 2016.
2. ↑  Borsalino. Borsalino.com. Abgerufen am 16. April 2016.
3. ↑  Tobias Piller: Die Hutmarke Borsalino kämpft wieder einmal ums Überleben. In: Frankfurter Allgemeine Zeitung, 20. Dezember 2017, S. 25
4. ↑  Thomas Steinfeld: Borsalino - Das Verschwinden eines Statements. Abgerufen am 15. Juni 2020.
5. 1 2 3  Thomas Steinfeld: Gott behüte! In: Süddeutsche Zeitung. Nr. 55, 7./8. März 2015, S. 28.
6. ↑  Hüte aus Handarbeit: Huthersteller Borsalino ist insolvent. In: Frankfurter Allgemeine Zeitung. 19. Dezember 2017, abgerufen am 20. Dezember 2017.
7. ↑  “Borsalino, l’attività continua”. La società di Philippe Camperio conferma la volontà di andare avanti, La Stampa, 18. Dezember 2017
8. ↑  Deutsche Presse Agentur, zitiert in Darum tritt „Zürich-Krimi“-Star Christian Kohlund nie ohne Hut auf. In: merkur.de, 6. November 2023, abgerufen am 5. Jänner 2024
9. ↑  Noemi Berger: Hüte. In: Jüdische Allgemeine. 14. Januar 2013, abgerufen am 22. September 2022.